# Liste der Monuments historiques in Rougemont-le-Château
Die Liste der Monuments historiques in Rougemont-le-Château führt die Monuments historiques in der französischen Gemeinde Rougemont-le-Château auf.

## Liste der Bauwerke
| Bezeichnung | Beschreibung                  | Standort | Kennzeichnung | Schutzstatus | Datum | Bild           |
| ----------- | ----------------------------- | -------- | ------------- | ------------ | ----- | -------------- |
| Burgruine   | Erbaut ab dem 12. Jahrhundert | (Lage)   | PA00132868    | Inscrit      | 1996  | weitere Bilder |

## Liste der Objekte
| Bezeichnung                     | Beschreibung                                           | Standort                       | Kennzeichnung | Schutzstatus | Datum | Bild |
| ------------------------------- | ------------------------------------------------------ | ------------------------------ | ------------- | ------------ | ----- | ---- |
| Skulptur Unbeflegte Empfängnis  | Holz, polychrom gefasst, 16. Jahrhundert               | im Altenheim                   | PM90000190    | Inscrit      | 2004  |      |
| Skulptur der heiligen Katharina | Holz, polychrom gefasst und vergoldet, 18. Jahrhundert | in der Kirche St-Pierre (Lage) | PM90000080    | Classé       | 1983  |      |